# Døgg Nónsgjógv
Døgg Nónsgjógv (født 26. marts 1996) er en færøsk sanger og sangskriver. Hun er opvokset Innan Glyvur og bor nu i Argir. Udover at arbejde med musik, arbejder hun også som pædagogmedhjælper i en daginstitution i Hoyvík. Hun vandt prisen som Årets sang ved Faroese Music Awards 2014, det var i pop-kategorien. Ved samme begivenhed var hun også nomineret i to andre kategorier, som Årets kvindelige sanger og Årets nye band/kunstner men vandt ikke. I oktober 2015 udgav hun sit første album Nón.

## Baggrund og musikkarriere
Hendes far, nu afdøde Birgir Nónsgjógv, var også musiker, og musik betød meget for familien. Døgg Nónsgjógv var kun fire år, da hun sang i færøsk børne-tv i udsendelsen Likkulikkuleia, og nogle år senere vandt hun en talentkonkurrence i Skála. Hun startede med at skrive sine egne sange som 12-årig. Da hun var 17-år gammel, optrådte hun med to af sine egne sange i Nordens Hus i Tórshavn til en støttekonsert for Berin, som er en selvhjælpsorganisation for børn og unge, som har mistet et nærtstående familiemedlem. Hun sang, mens Hans Jacob Kollslíð spillede guitar. Ved samme støttekonsert sang kendte færøske sangere som Eivør og Hanus G. Johansen. Årsagen til at Døgg Nónsgjógv blev bedt om at synge, var den at hun selv havde mistet sin far i november 2004, da hun var 8-år gammel og havde fået hjælp til at bearbejde sorgen ved at mødes med andre børn og unge i Berin, og fordi de havde hørt om, at hun selv havde lavet sine egne sange.
Døgg Nónsgjógv udgav to sange i september 2013 på iTunes, samme år som hun havde oprtådt til støttekonserten i Nordens Hus. En af de tre sange, Tú tók mína hond, blev et hit på Færøerne og vandt også prisen som Årets sang i pop-kategorien ved Faroese Music Awards. Hun udgav også en julesang i 2013, det var sangen Nú er jól, som blev udgivet på iTunes.
I oktober 2015 udgav hun sit første album. Det indeholder otte sange og har titlen Nón. Hendes album blev udgivet af Tutl og på iTunes. Nón er tilegnet hendes far, Birgir Nónsgjógv. To af sangene som hun udgav i 2013, Tú tók mína hond og Tú Ert Hjá Mær, er genudgivet på albummet og er indsunget på ny. Andre musikere, som optræder på Nón er heneds søster Drós Reinert Joensen, Hans Jacob Kollslíð, Allan Tausen, Jens L. Thomsen og Marius Ziska. Albummet er optaget og mikset af Jens L. Thomsen i studiet Støkumørk og mastret af Matt Colton på Alchemy Mastering i London.
Samme dag som Nón blev udgivet på Færøerne, havde Eyðfinn Jensen fra radioudsendelsen Brunsj hos Kringvarp Føroya et interview med Døgg Nónsgjógv. I udsendelsen fortalte hun bl.a., at en af sangene, Túsundtals Ár, var en sang, som Uni Arge havde skrevet både tekst og melodi til og som han før havde udgivet, men at hun havde fået tilladelse fra ham til at udgive den på ny, hvor hun selv synger. Sangen betyder meget for hende, da hendes far var meget glad for den og ofte sang den. I Døgg Nónsgjógvs versjon af sangen, har Jens L. Thomsen indsat guitarspil fra hendes far, det var blevet optaget ved juletid i 2003, knap et år før han døde. Hun havde udgivelseskonsert i musikstedet Reinsaríið den 9. oktober 2015 sammen med musikerne: er Ingvaldur Højgaard Petersen, Knút Háberg Eysturstein, Allan Tausen, Drós Reinert Joensen og Sakaris.

## Diskografi

### Egne albums
- 2015 - Nón - Døgg Nónsgjógv, Tutl, 8 sange

### Udgivet på iTunes
- Nón - Døgg Nónsgjógv, iTunes, 8 sange, 2015[8]
- Tú tók mína hond, 2013
- Tú ert hjá mær, 2013
- Nú er jól, 2013

## Hæder
- 2014 - Vandt prisen for Årets sang ved Faroese Music Awards 2014 i pop-kategorien for sangen Tú tók mína hond
- 2014 - Nomineret som Årets nye band/kunstner ved Faroese Music Awards
- 2014 - Nomineret som Årets kvindelige sanger ved  Faroese Music Awards

## Eksterne links
- Døgg Nónsgjógvs Facebook-side
- Døgg Nónsgjógv på iTunes
- Døgg Nónsgjógv på Youtube Arkiveret 21. december 2016 hos  Wayback Machine